# 過剰性能
過剰性能（かじょうせいのう、英語: Overengineering）ないしオーバースペック（和製英語）とは、機械や装置の利用者が求めるよりも、更に高く持っている性能と、その性能を持つ機械装置の総称。
過剰という言葉が指し示すとおり利用者にとっては不要なものであり、時として邪魔となる場合もある。その一方で、機械の一部分だけが他の部分の強度を越えた性能を持っている場合もこのように呼ばれる。前者を産業上の過剰性能、後者を工学上の過剰性能と呼ぶ。
ちなみにオーバースペックという言葉は下記のような極めて象徴的な事例にとどまらず一般的に使用される。その場合は多く産業上の過剰性能を指す。

## 概要
通常、工業製品の多くでは、消費者の多くが求めると推察される性能が設計段階によって設定される。これは過剰に性能を追求しても、製造コストが高くなるだけで、製品の市場での評価につながらないためである。

### 設計目的による過剰性能
過剰性能な製品が開発生産されてしまう理由として、設計目的が何らかの目標で一番を目指すことに設定され、目的のために他の要素を犠牲にする事が挙げられる。その結果、一部の能力のみが突出した著しくバランスが悪い製品となる。
しかし、一部の愛好家にはこのようなバランスの悪い製品を好んで購入する購買層が存在し、少数限定生産であれば商業的に成功する場合もある。また、世界一の製品を作り出したメーカーという宣伝目的で作られる場合もある。
産業上の過剰性能は、必ずしも無駄になるとは限らない。本来の目的からすれば過剰性能である工業製品でも、設計意図を超えた使い方をされれば、その能力を発揮できる可能性があるからである。産業上の過剰性能を持った製品は、時として新たなカテゴリの製品の礎となることがある。

### 安全率を高くとりすぎたことによる過剰性能
設計要求仕様で求められた負荷まで安全であるためには、実際にはそれ以上の負荷にまで耐えられる構造が必要である。このようなマージンを安全率と呼び、機械の種類や要求仕様により安全率が設定され余分な強度が持たされる。時には、安全率を大きく取りすぎたために、過剰性能となる事例がある。
例としては、第二次世界大戦でドイツ軍が使用したUボートがある。カタログスペック上の最大安全潜航深度100m程に対し、実際には250mぐらいまで潜航できた。安全率が大きかったため、当初の想定を越えた深度まで潜航可能となり、これによって多くのUボートが過酷な戦場で生き延びてきた。

### 機能の欠落による過剰性能
その性能を発揮するために必要な機能が備わっていなければ、高い性能があっても宝の持ち腐れとなり、過剰性能となる。(→ボトルネック)
例としては、第二次世界大戦で日本軍が使用した酸素魚雷の射程距離がある。兵器の場合は射程距離が長くなれば長くなるほどに誘導装置が必要不可欠となるが、命中が期待できないようなら届いても無意味であり長すぎる射程距離は過剰性能となる。40ノットの高速でも30キロメートル以上の射程距離を発揮し、優秀な誘導装置が搭載されていれば驚異の超兵器となりえた。しかし、誘導装置が無かったため遠距離では全く命中せず、誘導装置の欠落が酸素魚雷の射程距離を過剰性能にしていた。

## 過剰性能とされた例

### 鉄道車両
国鉄101系電車
1950年代後半、中央線の通勤輸送が限界に達していたことから、10両編成の車両を全て電動車として、加速・減速度を高めて運転間隔を縮めることで打開しようと設計された。1957年に試作車が完成し1958年から量産に入ったが、変電所設備や架線の過熱問題などがあり、その持てる能力を活かすことなく性能を落として運転を開始。本来の性能を出すには限流値を480Aにする必要があったが、実際には限流値は280Aに制限された。当時の国鉄線は変電所などのインフラ整備がなされておらず、車両の性能だけを高めた結果このような事態となった。
その後、その設計自体、つまり編成全車を電動車として高加速運転したとしても、通勤輸送の改善にはほとんど効果が無いことがわかり、101系が電力等の設備を整えた上で本来の性能にて運転する事は不適切だと判断された。そこで1960年初頭より国鉄通勤輸送に適切な性能を算定し直した結果、電動車の数を減らして設備規模に合致した「経済的で信頼性と安定性に優れた次期通勤電車が最適」との判断がなされ、1963年に後継の103系電車が試作されることとなる。
JR貨物EF200形電気機関車
1990年（平成2年）に、1600tもの重貨物牽引を可能とした上で旅客列車の高速高頻度運転を妨げない高加速を実現するため、1時間定格6000kWの出力で試作され、1993年と1994年に20両量産された。
その性能をフルに発揮するためには変電設備を強化する必要があった。しかし、バブル崩壊による貨物輸送量の低迷や、旅客会社との調整の不調などで東海道・山陽本線全区間に渡る変電設備の強化は見送られ、その持てる能力を活かすことなく性能を落として運用されることとなった。また、1996年に出力等を適正化した後継のEF210形電気機関車が試作されることとなる。同様のコンセプトで交直両用にしたJR貨物EF500形電気機関車や4軸駆動にしたJR貨物ED500形電気機関車は試作車1両のみの製造で計画が終了している。
JR北海道キハ285系気動車
高速化とエネルギー効率の向上を目指して製作された試作車であるが、設計を開始した2011年以降にJR北海道では事故や不祥事が頻発する状況となっており、2014年には安全態勢を強化するためとして、列車の最高速度の引き下げや車体傾斜装置の使用停止といった状況に追い込まれていた。さらに北海道新幹線開業を控え、そちらの開業準備にもリソースを割く必要があることから、高性能な新型車両は「コストとメンテナンスの両面から過大な仕様である」として、試作車の落成直前である2014年9月に開発を中止することが発表された。落成した車両は試験が行われることもなく、翌2015年に除籍、2017年に解体された。

### 武器・兵器
H&K MP5
登場初期は過剰性能とされたが、後に評価が改められた希少例。この短機関銃は、H&K G3突撃銃のメカニズムが導入されており、そのため高い命中精度を持っていた。しかし、それが災いして価格は高騰。当時はUZIなどに代表される、多少なりとも命中精度を犠牲にしても、構造を簡易化したものかつ安価な短機関銃が多かった。そのため短機関銃としては複雑なメカニズムのMP5は「拳銃弾を撃つのには大げさすぎる」とマイナスの評価を与えられ、当時の西ドイツ軍もUZIを採用していた。
しかし、1977年のルフトハンザ航空181便ハイジャック事件で、GSG-9がこの短機関銃を用いて、乗客被害を全く出さずに鎮圧に成功した。このことで、MP5の評価は「過剰な命中精度を持つ無駄に高い短機関銃」から「精度を要求される特殊部隊用短機関銃」へと変化した。以降、初期モデル登場から40年以上経過し、PDWが登場した現在でも基本構造を変えずに、世界中の部隊で第一線級の現役武器として活躍している。
64式7.62mm小銃
銃身内にクロムメッキを施すことで銃身寿命を数万発と向上させることに成功しているが、機関部分の寿命が銃身に比べて短い。同装備の開発に携わった津野瀬光男は、銃身部分だけでいえば同時期採用された62式7.62mm機関銃に比べても耐久性は高く、軽機関銃としての置き換えも可能であると主張している。
大和型戦艦
大日本帝国海軍が建造した世界最大級の戦艦。日本海軍が構想した艦隊決戦で、仮想敵とされた米戦艦を凌駕する強力な主砲・対弾装甲を備えており、建造当初は必要十分な性能を持った艦として期待された。
しかし、その後の情勢の変化によってその卓抜した性能を活かす機会を失った。航空戦が主体となった太平洋戦争では、出番のないまま戦争末期まで後方に温存され続け、三番艦信濃は建造途中で航空母艦に変更された。結局、大和・武蔵ともに戦艦と交戦することなく、随伴すべき機動部隊が壊滅した後の出撃で、米軍の航空攻撃により沈められた。
島風
日本海軍の駆逐艦。水雷決戦を目的とする艦隊型駆逐艦の最高峰を目指し、魚雷発射管を5連装3基搭載する重雷装艦となった他、機関に高温高圧缶を採用したことで40ノット（74km/h）という高速力を誇る。
しかし機関が量産に向かなかったことに加え、太平洋戦争の開戦による戦術変更や水雷戦自体の可能性の低さから松型駆逐艦の量産や秋月型駆逐艦の建造が優先されたことなど複数の理由から19隻の建造予定がわずか1隻が建造されたのみで終了した。また、他に速力40ノットの味方艦が存在せず、他艦と行動を共にする際には足並みを揃えるために40ノットでの航行ができなかった。
シーウルフ級原子力潜水艦
アメリカ海軍の攻撃型原子力潜水艦。冷戦末期、ソ連海軍のアクラ級に対抗して計画・建造され、全ての面においてあらゆる攻撃型潜水艦を凌駕する超高性能艦として完成した。
しかし冷戦の終結によって必要性が失われたこと、約21億ドル（アーレイ・バーク級ミサイル駆逐艦の約2倍）にも及ぶ高額な建造費が問題視され、29隻建造される予定だったが同型艦2隻と準同型艦「ジミー・カーター」の僅か3隻で調達は終了。現在はシーウルフ級の高性能をある程度抑えつつ、コストダウンを図ったバージニア級原子力潜水艦が調達されている。
F-22
アメリカ空軍の第5世代戦闘機。F-15戦闘機の後継として製造された。F-15と同じく多目的戦闘機だが性能の多くを制空能力に割り当てたため、対地能力は限定的である。航空支配戦闘機とも呼ばれ、対地能力は劣るものの高い格闘性能やステルス性はF-15を凌駕する。しかし冷戦が終了するとそこまで高い制空能力は必要なくなったうえ、開発の遅れや生産数の減少により一機当たりのコストが上昇してしまったため、750機製造されるはずが200機にも満たない187機で生産は終了した。

### AV機器
EDベータ
水平解像度が500TV本と、S-VHS規格の水平解像度400TV本よりも高解像度であることが売りだった。しかし、アナログテレビ放送の解像度は約330～350TV本であり、高解像度が活かせなかった。EDベータの高画質を生かしたビデオソフトも、ビデオ戦争によるVHSへの敗北によってベータ規格が斜陽になっていたこともあり、ごく少数の販売で終わった。後にDV規格を採用したカムコーダが発売されたものの、DV同士でのダビングの方が画質が良いことや、1996年には水平解像度500TV本を存分に活かしたDVD-Videoが登場し、2000年代に入ってDVD再生機能を標準搭載する（皮肉にもソニー製品である）PlayStation 2が大ヒットした結果DVD規格が爆発的に普及。2002年に規格主幹のソニーが生産を終了した事で、最後まで性能を活かしきれないまま姿を消した。
DAT（特にサンプリング周波数48kHz以上）
サンプリング周波数が48kHz、44.1kHz、32kHzに対応（後にパイオニア(現・オンキヨー&パイオニア)から96kHz/16bitの超高サンプリング周波数に対応した機種が登場する）し、このうち48kHzはCDの44.1kHzよりも高サンプリング周波数であることが特徴だった。しかし、44.1kHzはCDと同じであり、CDの完全同一の複製が可能とあって日本レコード協会などの猛反発に遭った。紆余曲折の末、1987年に発売にこぎつけた民生用の製品は、苦肉の策として44.1KHzのデジタル入力録音が出来ない仕様となった。しかしこれが足かせとなって普及しなかったため、1990年にはSCMS（シリアルコピーマネジメントシステム）を搭載し、CDからの直接デジタル録音が1世代だけ可能で2世代目はアナログコピーは可能だがデジタルコピー不可である機種が登場した。ほぼ同時に普及が始まった衛星放送の音楽番組やミュージックバードのエアチェックにも利用され、Aモード：32kHz、Bモード：48kHzに対応した。なお、業務用機にはSCMS機能制限がなかったために、音楽録音スタジオなどでは爆発的に普及した。また、持ち運びが出来るバッテリー駆動の製品を使って、野鳥の鳴き声や汽車、電車の走行音の録音など、野外での生録音を楽しむマニアも少なくなかった。当初は民生用としてスタートした規格だが、民生用としては過剰性能な録音フォーマットであり（1980年代 - 1990年代当時）、結果的に早期から業務用としてプロの現場で積極的に活用された。